# Zavrnik
Zavrnik je priimek več znanih Slovencev:
- Bojan (Braco) Zavrnik (*1947), novinar, publicist in potopisec
- Dušan Zavrnik, zdravnik
- Gorazd Zavrnik (1929—1975), zdravnik ftiziolog, gorski reševalec
- Fran Ivan Zavrnik (1888—1963), veterinar, univ. profesor
- Ljubica Vučetić Zavrnik (1921—2005), športna zdravnca
- Oldrih Zavrnik, zdravnik
- Velimir Zavrnik (1916—1986), veterinar
- Vesna Zavrnik, zdravnica
- Zora Zavrnik (Z. Vladen Zavrnik), slikarka